# Žilnata ponvica
Žilnata ponvica (znanstveno ime Disciotis venosa) je gliva iz rodu ponvic (Disciotis).

## Značilnosti
Goba v obliki čaše ali sklede je široka od 2 do 18 cm. Najprej je nepravilno okrogla, nato razširjena in vbočena, včasih postane skoraj ploščata – v obliki ponvice. Notranja površina je rumenkasto rjava do svetlo rjava, kasneje temno rjava z razvejanimi žilami ali gubami, zunanja stran je svetlejša, bledo smetanasta in drobno zrnata, skoraj vedno rebrasta in nagubana kot notranja stran.
Kratek in komaj opazen bet je rumenkast ali rjavkast in zakopan v zemljo.
Zunanja plast mesa je rjavkasta, v notranji pa belkasta, kot pri otroških čokoladnih jajčkih. Meso je čvrsto, zelo krhko, voskasto in ima močan vonj po kloru ter blag okus.

## Razširjenost in življenjski prostor
Raste kot talna gniloživka v alpskih in aluvialnih gozdovih, ob gozdnih robovih, gozdnih poteh, rekah ter v močvirjih in parkih. Je pomladna goba, najdemo jo lahko od marca do junija.

## Mikroskopske značilnosti
Trosni prah je brezbarven. Trosi so eliptični, gladki in merijo: 18–25 x 11–15 µm.

## Podobne vrste
- široki hrček (Gyromitra ancilis) ne diši po kloru in raste na starih panjih iglavcev
- pomladni loputar (Helvella acetabulum) ima žilasto zunanjo površino
- pogoriščna skledica (Peziza echinospora) ima gladko notranjo površino
- bezgova uhljevka (Auricularia auricula-judae) raste na lesu listavcev

## Uporabnost
Pogojno užitna. Je odlične kakovosti, vendar le dobro termično obdelana, ker je surova strupena. Vonj po kloru s kuhanjem popolnoma izgine.

## Galerija slik
- Ilustracija
- Ilustracija
- Žilnata ponvica
- Trosi
- Mešički
- Mešički